# Choe Ryong-hae
Choe Ryong-hae (15 de janeiro de 1950, Sinchon, Hwanghae Sul) é um político e oficial norte-coreano que atuou como presidente do Presidium da Assembléia Popular Suprema sendo assim o Chefe de Estado da Coreia do Norte e primeiro vice-presidente da Comissão de Assuntos de Estado desde abril de 2019.
Ele também é membro do Presidium do Politburo, vice-presidente do Partido dos Trabalhadores da Coréia (WPK) e sogro de Kim Yo-jong, irmã de Kim Jong-un.

## Biografia
Choe Ryong-hae nasceu no condado de Sinchon, na província de South Hwanghae, em 15 de janeiro de 1950, filho de Choe Hyon, que foi ministro da Defesa da Coreia do Norte de 1968 a 1976. Juntou-se ao Exército Popular da Coreia em 1967 e licenciou-se na Universidade Kim Il-sung como perito político e económico.
Na década de 1980, ele foi um dos principais membros da Liga Socialista da Juventude Trabalhadora, sendo seu vice-presidente em 1981 e presidente em 1986; quando ela foi reformada para a Liga Socialista da Juventude Kim Il-sung, em 1996, ele foi nomeado seu primeiro secretário. Em 1986, ele também foi eleito deputado da Assembléia Popular Suprema, membro da Presidência da APS e membro titular do Comitê Central do Partido dos Trabalhadores da Coréia (WPK). Na década de 1990, ele também liderou a Associação de Futebol da RPDC e a Associação de Jovens Coreanos de Taekwando. Foi-lhe atribuído o título de Herói da RPDC em 1993.
Em janeiro de 1998, durante a 14ª reunião plenária do Comité Central da Liga da Juventude, foi destituído do cargo de primeiro secretário, que passou a ser ocupado por: Ri Il-hwan; e enviado para a reeducação através do trabalho.
Depois de ter enfrentado a reeducação através do trabalho, Choe foi vice-diretor do Departamento de Assuntos Gerais do Comité Central do PTC, depois secretário principal do Comité do Partido da Província de Hwanghae de 2006 a 2010. Em Setembro de 2010, durante a 3.a Conferência do Partido dos Trabalhadores da Coreia [ko], foi promovido a KPA General, bem como membro do Secretariado do PTC e da Comissão Militar Central, e membro suplente do Politburo. Foi também nomeado secretário para os assuntos militares.
Passou a se destacar após a morte do Secretário Geral Kim Jong-il, em dezembro de 2011, quando passou a ser visto como um aliado fundamental para consolidar a liderança de Kim Jong-un. Em abril de 2012, recebeu importantes promoções para Vice-marechal, membro da Presidência do Politburo do Comité Central do PTC, vice-presidente da Comissão Militar Central, diretor da Mesa Política Geral do KPA e membro da Comissão Nacional de Defesa, ocupando cargos deixados desocupados pela morte de Jo Myong-rok
Passou a ser visto pela mídia ocidental como alguém de confiança de Kim Jong-un para estabelecer um forte controle sobre as forças armadas,  particularmente após a demissão do vice-marechal Ri Yong-ho.
Não tem um forte passado militar e parece apoiar o emprego de soldados para construir instalações civis.
O jornal sul coreano Chosun Ilbo relatou que Choe nomeou membros da Liga da Juventude Socialista para cargos militares chave e "assumiu o controle de vários negócios administrados pelos militares, perdendo confiança e lealdade entre as tropas". As inspeções da Choe são as únicas, além das de Kim Jong-un e do Primeiro Ministro, a serem relatadas pela mídia estatal em todo o país.
Em maio de 2013, foi enviado para Pequim para tentar melhorar as relações com a China.
Em novembro de 2014, foi enviado como representante de Kim Jong-un para um encontro com Vladimir Putin em Moscou.
Em abril de 2014, foi nomeado como vice-presidente de primeiro escalão da Comissão de Defesa Nacional, aparentemente reforçando sua posição de número dois do regime, mas, por outro lado, foi substituído como chefe do Politburo, pelo Vice-Marechal Hwang Pyong-so, além disso, depois de apenas cinco meses, foi oficialmente rebaixado na Comissão de Defesa Nacional, encerrando assim seu envolvimento em assuntos militares.
Posteriormente, a agência de notícias da Coréia do Norte informou que ele era secretário do partido encarregado de organizações trabalhistas e presidente da Comissão Estadual de Cultura Física e Orientação Esportiva, cargo anteriormente ocupado por Jang Song-thaek, e então parte de uma delegação enviada à Coreia do Sul para participar da cerimônia de encerramento dos Jogos Asiáticos de 2014.
No final de outubro de 2014, foi reconduzido à sua posição no Presidium no final de outubro, mas foi rebaixado em fevereiro de 2015, embora permanecesse um membro de alto escalão do Politburo. Os relatórios sugeriram arrogância e má reputação entre as elites como razões que levaram ao seu rebaixamento.
Em maio de 2016, durante o no 7º Congresso do Partido, foi reeleito como membro do Presidium.
Em outubro de 2017, foi nomeado para a Comissão Militar Central do partido e como Diretor do Departamento de Organização e Orientação.
Em abril de 2019, se tornou o Presidente do Presidium da Assembleia Popular Suprema.

## Sanções
Em dezembro de 2018, o Departamento de Estado dos Estados Unidos e o Escritório de Controle de Ativos Estrangeiros impuseram sanções a Choe e a dois outros funcionários da RPDC por suspeita de violações de direitos humanos e atividades de censura patrocinadas pelo Estado.